# Neontologia
La neontologia és una part de la biologia que, a diferència de la paleontologia, s'ocupa dels organismes vius (o, de manera més general, «recents»). És l'estudi dels tàxons existents; tàxons (com espècies, gèneres i famílies) amb membres encara vius, a diferència de (tots) extingits. Per exemple: 
- L'ant (Alces alces) és una espècie existent, i l'uapití irlandès (Megaloceros giganteus) és una espècie extingida.
- En el grup de mol·luscs conegut com a cefalòpodes, a partir de 1987 hi havia aproximadament 600 espècies existents i 7.500 espècies extingides.[1]

Un tàxon es pot classificar com a extint si s'acorda o es certifica generalment que cap membre del grup encara està viu. Per contra, un tàxon extingit es pot reclassificar com a existent si hi ha nous descobriments d'espècies vives (espècies Llàtzer), o si les espècies existents conegudes anteriorment es reclassifiquen com a membres del tàxon.
La majoria de biòlegs, zoòlegs i botànics són a la pràctica neontòlegs, i el terme «neontòleg» és utilitzat en gran manera pels paleontòlegs per referir-se als no paleontòlegs. Stephen Jay Gould va dir de la neontologia:
| « | Totes les professions mantenen els seus parroquians, i confio que els lectors no paleontològics perdonaran la nostra manifestació principal. Som paleontòlegs, així que necessitem un nom per contrastar-nos amb tots els que estudieu els organismes moderns en temps humà o ecològic. Per tant, us convertireu en neontòlegs. Reconeixem el caràcter desequilibrat i parroquial d'aquesta divisió dicotòmica. | » |

La biologia evolutiva neontològica té una perspectiva temporal entre 100 i 1000 anys. La base fonamental de la neontologia es basa en models de selecció natural i especiació. Els mètodes de la neontologia, en comparació amb la paleontologia evolutiva, tenen més èmfasi en els experiments. Hi ha discontinuïtats més freqüents presents en paleontologia que en neontologia, perquè la paleontologia implica tàxons extingits. La neontologia té organismes realment presents i disponibles per a mostres i realitzar investigacions. El mètode d'investigació de la neontologia utilitza la cladística per examinar morfologies i genètica. Les dades de neontologia tenen més èmfasi en les dades genètiques i l'estructura de la població que la paleontologia.

## Buits d'informació
Quan la comunitat científica va acceptar la teoria sintètica de l'evolució, les taxonomies es van convertir en filogenètiques. Com a resultat, van sorgir buits d'informació dins del registre fòssil de les espècies, especialment en l'Homo sapiens. Els antropòlegs que van acceptar la teoria sintètica rebutgen la idea d'un «home-mico» perquè el concepte havia confós la paleontologia amb la neontologia. Un home-mico, en realitat, seria un primat amb trets que representarien qualsevol cosa entre els humans i els altres grans simis. Si el concepte d'home-mico es basaria en la neontologia, el nostre fenotip s'assemblaria a Bigfoot. Com que el concepte es basava en la paleontologia, la idea d'un home-mico podria ser representada pels homínids fòssils.

## Tàxons existents vers tàxons extints
La neontologia estudia els tàxons existents (vius) i els tàxons recentment extingits, però declarar que un tàxon està definitivament extingit és difícil. Els tàxons que han estat declarats extints anteriorment poden reaparèixer amb el temps. Les espècies que abans es consideraven extintes i després reapareixen il·leses es caracteritzen pel terme «l'efecte Llàtzer», o també s'anomenen espècies Llàtzer. Per exemple, un estudi va determinar que el 36% de la suposada extinció de mamífers s'havia demostrat, mentre que l'altre 64% no tenia proves suficients per ser declarats extingits o s'havien redescobert. Actualment, la Unió Internacional per a la Conservació de la Natura (IUCN) considera que un tàxon s'ha extingit recentment si l'extinció es va produir després del 1500 AD.
Un mamífer considerat recentment extingit va ser el mico colob vermell de Bouvier (Piliocolobus bouvieri), que es va considerar extingit fins al 2015, quan va ser redescobert després de 40 anys sense albiraments registrats.

## Importància de la neontologia
Les teories fonamentals de la neontologia es basen en models biològics de selecció natural i especiació que connecten els gens (la unitat de l'herència) amb el mecanisme de l'evolució per selecció natural. Per exemple, els investigadors van utilitzar conjunts de dades neontològiques i paleontològiques per estudiar la dentició de primats no humans en comparació amb la dentició humana. Per tal d'entendre els mecanismes genètics subjacents que influeixen en aquesta variació entre primats no humans i humans, s'apliquen mètodes neontològics al mètode d'investigació. En incorporar la neontologia amb diferents mètodes d'investigació biològica, pot quedar clar com els mecanismes genètics subjacents a esdeveniments importants en processos com l'evolució dels primats.